# Stankiella pretneri
Stankiella pretneri is een hooiwagen uit de familie echte hooiwagens (Phalangiidae).